# Подгорная (приток Толучеевки)
Подго́рная — река в Воронежской области России. Устье реки находится в 70 км по левому берегу реки Толучеевки, в городе Калач. Длина реки составляет 68 км.

## Притоки (км от устья)
- 19 км: река Манина (лв)

## Данные водного реестра
По данным государственного водного реестра России относится к Донскому бассейновому округу, водохозяйственный участок реки — Толучеевка, речной подбассейн реки — Бассейны притоков Дона до впадения Хопра. Речной бассейн реки — Дон (российская часть бассейна).